# Raymonde Allain

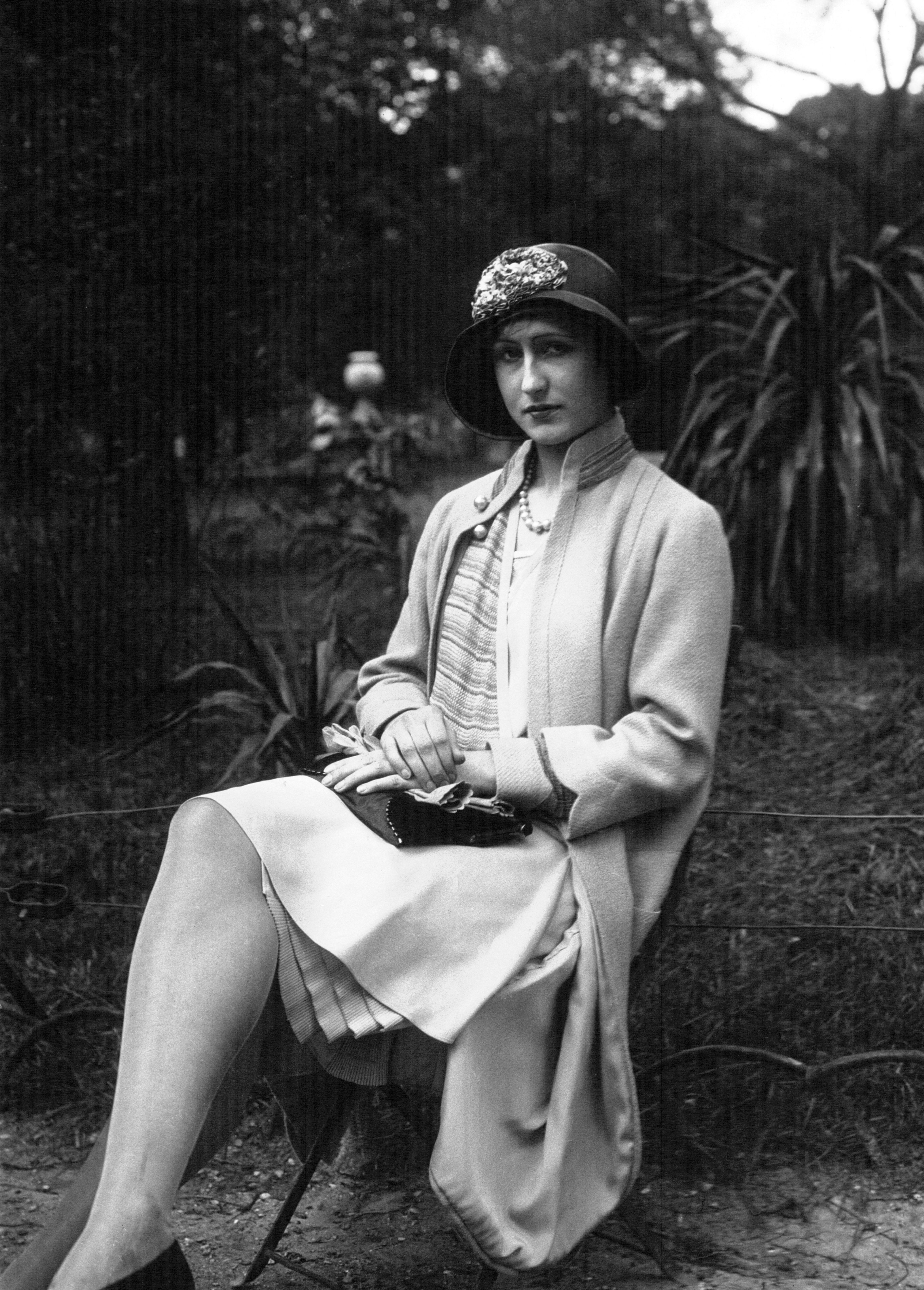
Raymonde Allain, 1928

Raymonde Allain (* 22. Juni 1912 in Paris; † 27. Juli 2008 ebenda) war eine französische Schauspielerin.

## Biografie
Allain gewann 1928 die Wahl zur Miss France. Im gleichen Jahr trat sie bei der Wahl zur Miss Universe 1928 an und errang den zweiten Platz. 1933 wurde ihre Autobiografie veröffentlicht „Histoire vraie d'un Prix de beauté“. Sie spielte in zwei Filmen den Charakter Eugénie de Montijo. Sie lebte in den USA und kehrte 1981 nach Frankreich zurück.

## Filmografie (Auswahl)
- 1933: Der Tunnel

| Personendaten    | Personendaten               |
| ---------------- | --------------------------- |
| NAME             | Allain, Raymonde            |
| KURZBESCHREIBUNG | französische Schauspielerin |
| GEBURTSDATUM     | 22. Juni 1912               |
| GEBURTSORT       | Paris                       |
| STERBEDATUM      | 27. Juli 2008               |
| STERBEORT        | Paris                       |